# Puits vers l'Enfer

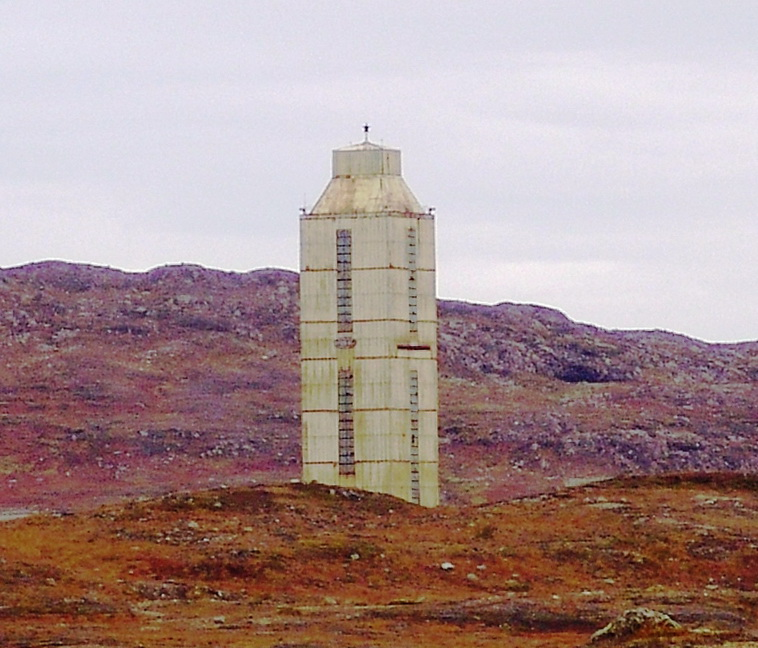
Site du forage de Kola en Russie

Le Puits vers l'Enfer est un forage sibérien creusé si profondément qu'il aurait percé l'Enfer. Cette légende urbaine circule sur Internet depuis au moins 1997. Elle est d'abord attestée en anglais en 1989 dans une émission du Trinity Broadcasting Network qui a repris l'histoire d'un journal finlandais.

## La légende et son origine
La légende veut qu'en 1989, quelques scientifiques soviétiques auraient foré un trou de 12,5 km de profondeur en Sibérie avant de percer une cavité. Intrigués par cette découverte inattendue, ils auraient descendu un microphone extrêmement résistant à la chaleur, ainsi que d'autres équipements sensoriels, dans le puits. Au plus profond, la température aurait été de 1 100 °C — la chaleur d'une chauffe de laquelle (prétendument) les cris tourmentés des damnés auraient pu être entendus. Cependant, il sera révélé plus tard que l'enregistrement était en réalité une partie savamment remixée de la bande originale de Baron vampire, un film italien de 1972, avec l'ajout de différents effets.
L'Union soviétique a, en réalité, foré un trou d'environ 12 km de profondeur, le forage profond de Kola, localisé non pas en Sibérie mais dans la péninsule de Kola, qui partage ses frontières avec la Finlande et la Norvège. Après avoir terminé le forage en 1989, les Soviétiques ont trouvé quelques anomalies géologiques intéressantes, bien qu'ils n'aient signalé aucune rencontre surnaturelle. La température ayant atteint 180 °C, tout forage plus profond a été jugé techniquement trop difficile.

## Propagation de la légende
Des tabloïds américains ont ensuite publié l'histoire et des fichiers sonores — les enregistrements de ces présumées supplications des damnés — ont commencé à apparaître sur de nombreux sites Internet. L'hebdomadaire Weekly World News pourrait être considéré comme le premier communiqué américain sur le soi-disant « Puits de l'Enfer ». L'histoire a finalement fait son chemin jusqu'au Trinity Broadcasting Network (TBN) qui l'a diffusée sur sa chaîne, affirmant qu'elle était la « preuve » de l'existence littérale de l'Enfer tel qu'il est enseigné dans la Bible.
Åge Rendalen, un professeur norvégien, entendit l'histoire sur TBN alors qu'il visitait les États-Unis. Dégoûté par ce qu'il perçut être de la crédulité de masse, il décida d'enrichir l'histoire aux dépens de TBN. Il écrivit à la chaîne, affirmant que s'il ne crut pas à l'histoire à l'origine, à son retour en Norvège, il en lut un « compte-rendu basé sur les faits ». Selon lui, « l'histoire » affirme non seulement que la damnation est réelle mais également qu'une apparition faisant penser à une chauve-souris a traversé le ciel russe. Il traduisit délibérément de manière erronée un insignifiant article norvégien à propos d'un inspecteur en bâtiment et soumit à la fois l'histoire originale et la « traduction » au TBN, accompagnées d'une lettre comprenant son véritable nom, son numéro de téléphone et son adresse, ainsi que ceux d'un ami pasteur qui était au courant du canular et qui avait accepté de l'exposer à tous ceux qui cherchaient une vérification. Cependant, Trinity Broadcasting Network n'a rien fait pour vérifier les allégations d'Åge Rendalen et a diffusé l'histoire en tant que « preuve » de la validité de l'histoire originale.

## Autres versions
Depuis 1989, beaucoup d'autres versions de l'histoire du « Puits de l'Enfer » ont été publiées. En 1992, des tabloïds américains ont publié une version alternative de l'histoire qui aurait dès lors lieu en Alaska où 13 mineurs auraient été tués après que Satan soit sorti rugissant de l'Enfer. D'autres histoires alternatives rapportent une prétendue histoire dans laquelle Jacques-Yves Cousteau aurait abandonné la plongée après avoir entendu « des cris de gens dans la douleur » sous l'eau. Par ailleurs, une autre histoire rapporte qu'un des hommes de Cousteau se serait évanoui de terreur après avoir entendu des cris dans une tranchée dans le triangle des Bermudes.